# Tales of Destiny
Tales of Destiny (テイルズ オブ デスティニー Teiruzu obu Desutinī?) es un videojuego del género RPG hecho para la consola PlayStation por Namco el 23 de diciembre de 1997 en Japón. Tanto en Japón como América del Norte las versiones del juego tienen un vídeo de introducción animado por el reconocido estudio Production I.G., y la versión japonesa tiene una canción que acompaña al vídeo llamado Yume de Aruyouni por DEEN. Es similar a su predecesor, Tales of Phantasia, en términos de jugabilidad, gráficos, y el contenido. Tales Of Destiny es el segundo juego de la serie Tales.
Existe una traducción al castellano realizada por Tales Translations, un grupo de traductores aficionados.

## Argumento
En el pasado, un cometa chocó contra la tierra, lanzando nubes de polvo en el cielo y sumiendo al mundo en el frío y la oscuridad. Casi al mismo tiempo los Aethers, sus habitantes, descubrieron una nueva forma de energía del núcleo del meteorito, a la cual denominaron Lens. Esta, junto con otras investigaciones, permitió que la población fuera capaz de crear ciudades en el cielo y vivir en ellas. Lamentablemente, sólo unos pocos fueron elegidos, dejando el resto de la gente a merced de la sombría superficie del planeta. 
Los habitantes del cielo llegaron a ser conocidos como Aetherians y sus ciudades se llamaron Aeropolis. Con el pasar del tiempo, crearon una horrible arma llamada la Belcrant que derribó a cualquiera que se opuso a ellos. Esto causó el estallido de la guerra entre ambas civilizaciones, que ahora se conoció como la guerra Aeth'er. Sin embargo, independientemente de su voluntad y persistencia, los Aetherians continuaron con la supremacía gracias a uso de su super arma. 
Disgustados por el comportamiento elitista de su civilización, un grupo de científicos Aetherianos fue a la superficie. Allí, con la ayuda del pueblo, fueron capaces de crear espadas especiales, llamadas Swordians, las cuales poseían razonamiento. A diferencia de otras armas, las espadas podían elegir a sus amos, y también tenía la habilidad de hacer un llamado a los elementos de la naturaleza para hacer uso de ellos. Usando estas armas, finalmente la gente de la superficie podía darle pelea a los Aetherians.
Gracias en parte a la Swordians y a sus amos, ciertas zonas de la Aeropolis se hundieron en las profundidades del océano. Al final, los Erthers proclamaron su victoria sobre los Aetherians. Miles de años más tarde, esta historia ha sido en su mayor parte olvidada. Entre tanto, las Swordians, ya sin un objetivo actual, cayeron en un profundo sueño del cual solo despertarían cuando un nuevo peligro se avecine otra vez.

## Personajes
- Stahn Aileron: Es un joven de 19 años de edad, aventurero que crece para convertirse en un poderoso espadachín, Stahn es el protagonista de Tales de Destiny. No es conocido por su inteligencia o trasfondo cultural, su Swordian es Dymlos, del elemento Fuego. Él tiene el potencial de convertirse en el personaje más poderoso, su amplia gama de opciones en ataques compensa sus limitadas habilidades mágicas de fuego.

- Rutee Katrea: Armada con Atwight, la Swordian de agua. Con 18 años de edad, Rutee es una cabeza dura cazadora de Lens que viaja por el mundo en busca de obtener beneficios junto a su compañera, Mary. Rutee tiene una equilibrada selección tanto de técnicas físicas como ataques mágicos. Finalmente desarrolla una relación romántica con Stahn. Ella revela que es la hermana de Leon tarde en el juego.

- Leon Magnus: Es un maestro espadachín de 16 años de Seinegald, siendo el más joven en la historia en servir al reino, y un estrecho socio de Hugo Gilchrist, el presidente de la poderosa compañía Oberon. Leon posee mal carácter, pero es ágil y fuerte y un habilidoso swardian . Posee ataques rápidos y hechizos poderosos, a Leon le gusta humillar y denigrar a sus contrincantes. Su Swordian es Chaltier.

- Philia Felice: Es la sacerdotisa del Templo Straylize, tiene 19 años. Estudia la Guerra de los A'ether, Philia está aislada del mundo exterior hasta los acontecimientos del juego. Ella tiene una dulce y encantadora personalidad y es muy fiable, pero también puede ser demasiado fastidiosa. Sus poderosos hechizados son aumentados gracias a su Swordian: Clemente.

- Garr/Woodrow Kelvin: Con 23 años de edad, es el Príncipe de Phandaria,  siendo un gran arquero así como un buen espadachín; Igtenos es su Swordian del elemento Viento. Sabio y maduro, Garr es conocido por su frescas tácticas de batalla. En la batalla, Garr puede atacar objetivos de largo o corto alcance gracias a sus dos tipos de armas.

- Mary Argent: Tiene 24 años, padece de amnesia y no es consciente de su apellido por un evento desconocido durante su pasado. No posee Swordian, pero puede usar espadas y hachas como una fuerte atacante física. Ella es generalmente tranquila, pero a veces vuela al modo Berserker en la batalla.

- Chelsea Torn: Tiene 14 años de edad, es nieta del maestro del arco Garr. A pesar de que ella parece linda e inocente, Chelsea es una experta arquera. Si bien es débil al momento de atacar físicamente, es una buena atacante de largo alcance con su arco. Tampoco posee Swordian.

- Bruiser Khang: Con 39 años, es un poderoso guerrero en las batallas de la Arena. Usando sus puños como arma, es el campeón invicto del mundo cuando se trata de batallar en la arena, siente una gran admiración y respeto por Stahn desde que este mismo lo derrota en su torneo, dejándolo sin invicto y sin título de campeón.

- Karyl Sheeden: Un distanciado chico de 26 años, hijo de una familia aristocrática y un bardo por comercio. Él puede tener una apariencia frágil, pero puede brindar apoyo durante las batallas gracias a las canciones que toca a través de su laúd. Karyl puede ser sorprendentemente fuerte mientras aprenda más canciones.

- Lilith Aileron: Es la hermana de Stahn y tiene 17 años de edad. Es un personaje que sólo puede ser adquirida a través de un problema técnico en la primera versión japonesa, esto se cambió en versiones posteriores. Sus armas son varillas y cucharas que pueden causar daños muy respetable, y sus técnicas son una mezcla de las de Bruiser y Mary. Ella aparece una vez más en la versión de Tales of Destiny para PS2, y está vez, es totalmente jugable por defecto.

## Sistema de Juego
El sistema de batalla que usa Tales of Destiny es el Linear Motion Battle System (LMBS) utilizado en otros juegos de la serie de Tales, para el sistema E - LMBS (Enhanced Linear Motion Battle System), hay algunas mejoras gráficas ya que se implementó por primera vez en Tales of Phantasia. No obstante, el estilo de las peleas sigue siendo muy similar al primer juego de la serie, que pueden visualizarse en 2D (dos dimensiones), donde los personajes y enemigos interactúan en tiempo real. Típico en los RPGs convencionales es el uso de HP o puntos de salud o vida, TP, que representan los puntos de magia o habilidades especiales y los puntos de experiencia que son necesarios para aumentar de nivel. Los ataques cuerpo a cuerpo se ejecutan en tiempo real, con el hechizo de fundición que requiere un canto que aumenta prporcionalmente con la complejidad del hechizo. Cuando el canto de un hechizo es completo, en tiempo de juego como para temporalmente el hechizo de animación se lleva a cabo y el daño es asignado, de manera precisa, esencialmente actuar como interrupciones. Ataques cuerpo a cuerpo y ataques a distancia hacen más daño o tienen más resultados que los ataques normales, pero que necesitan puntos técnicos, (o TP), que se consuma para su uso. Asimismo, el sistema de recompensas por batalla para un jugador con más experiencia es más elevado que para uno que no posea tanta. El resultado final de esta ruptura de la tradicional y a su vez basada en los sistemas de batalla RPG es un ritmo más rápido y orientado a la reacción del sistema que se comporta más como un juego de combates y menos como un típico Final Fantasy. 
Antes de la batalla, las opciones incluyen la asignación de hechizos y ataques especiales a los botones y combinaciones de botones direccionales, el cambio del partido o para la formación de batalla, y la asignación de las pautas de comportamiento de IA para el equipo controlado por aliados. Ciertos hechizos también pueden ser retirados de la lista por aliados con computadoras activas. En cualquier momento, la IA es el control de los otros personajes de la Parte de que el jugador no está directamente al mando, teniendo órdenes estratégicas generales en cuenta a la hora de actuar. El jugador controla un carácter directamente a la vez, pero puede cambiar a otros caracteres especiales y emitir órdenes de ataque o hechizo de cualquiera de usar un comando en el campo de batalla. 

### Sistema de menús
El sistema de menús permite al jugador al uso, hechizos, ataques especiales o sobre la marcha en la batalla. Asimismo, el sistema de menús permite el uso de comandos en general dado a la batalla durante todo el partido, junto con el ajuste instantáneo de la entidad o estrategia de formación órdenes. Todas estas opciones de control fueron innovadoras en el momento, incluso si se considera que Tales of Phantasia fue lanzado en 1995 con casi idénticas opciones tácticas.

## PlayStation 2 remake
El 19 de junio de 2006, se anunció que un remake de Tales de Destiny se lanzaría en la PlayStation 2. A partir del 15 de noviembre de 2006, una semana antes de la fecha original de lanzamiento 22 de noviembre, el juego se retrasó a una fecha desconocida. Dos días más tarde, el 17 de noviembre de 2006, el sitio oficial de Namco Tales anunció que la fecha de lanzamiento del Remake de sería el 30 de noviembre de 2006, con el fin de corregir un fallo que descubrió en el juego durante la prueba. En cuanto a los personajes, todos los personajes regresan de nuevo como jugar; Lilith aparece como totalmente jugable, forma parte del "staff" de personajes por defecto. El rehacer de las características renovan, tienen gráficos similares a Tales of Rebirth, que añade gran importancia para el combate aéreo. Tales of Destiny Remake superó Tales of Destiny 2 como el juego más rápido con el sistema de batalla en la serie Tales of. El juego también ofrece un diálogo adicional, los escenarios y las secuencias de anime. En EE. UU. su fecha de lanzamiento no fue confirmada.
Las personas que firmaron para recibir noticias sobre la serie Namco Bandai's Tales recibierón una encuesta preguntando lo que ellos piensan de la serie, lo que sugiere que la empresa puede considerar más localizaciones de América del Norte. Tales lanzó otra encuesta, y esto apunta al hecho de que Namco Bandai está teniendo más interés en el futuro de la serie en América del Norte. Numerosas son las imágenes de los cuentos de Destiny Remake. Un Director's Cut del juego se ha anunciado, titulado Tales of Destiny Director's Cut, que fue lanzado el 31 de enero de 2008.